# NGC 4568
NGC 4568 is een spiraalvormig sterrenstelsel in het sterrenbeeld Maagd. Het hemelobject ligt 99 miljoen lichtjaar van de Aarde verwijderd en werd op 15 maart 1784 ontdekt door de Duits-Britse astronoom William Herschel. NGC 4568 vormt een interagerend sterrenstelsel met NGC 4567. In het Engels worden ze ook wel aangeduid met de termen Siamese Twins of Butterfly Galaxies.

## Synoniemen
- UGC 7776
- IRAS 12340+1130
- MCG 2-32-152
- VCC 1676
- ZWG 70.188
- VV 219
- KCPG 347B
- PGC 42069